# Pancho Barnes
Florence Leontine "Pancho" Lowe Barnes (22 de juliol de 1901 – 30 de març de 1975) va ser una pionera de la aviació i fundadora de la primera unió de pilots de vol acrobàtic per pel·lícules. L'any 1930, va trencar el rècord de velocitat a l'aire d'Amelia Earhart. Barnes va correr al primer derby de vol femeni  i va ser membre dels Ninety-Nines. Posteriorment va ser propietaria del Club d'Equitació Happy Bottom, un bar i restaurant al Desert de Mojave, Califòrnia Del sud, servint als pilots que treballaven a prop.

## Anys primerencs
Va néixer a Pasadena, Califòrnia com Florence Leontine Lowe el 22 de juliol de 1901, filla de Thaddeus Lowe II (1870–1955) i la seva primera muller, Florence May Dobbins. La seva família era benestant i Florence va créixer en una mansió enorme. Durant els seus anys de formació, va assistir a les escoles privades més bones de la zona. El seu pare, un gran esportista, la va animar a apreciar les activitats a l'aire lliure i Florence va esdevenir una experta muntant a cavall . El seu avi va ser Thaddeus S. C. Lowe, qui havia estat un dels pioners de l'aviació americana establint la primera unitat aèria militar de la nació, la Union Army Balloon Corps durant la Guerra Civil americana. L'avi va ser qui va portar a la seva neta a un espectacle aeri quan comptava tan sols amb 10 anys. Florence també va destacar en dansa clàssica, arribant a actuar quan tenia deu anys amb Anna Pàvlova a Los Angeles.
El 1921, Florence es va casar, en un casament concertat pels seus pares, amb el Reverend Rankin C. Barnes, pastor de l'església episcopal Saint James, del sud de Pasadena i amb qui va tenir un fill, William E. Barnes. La seva mare va morir l'any 1924 deixant a Florence els seus diners en herència, passant a tenir una situació econòmica folgada. El 1941 el matrimoni Barnes es divorciaria.

## Carrera d'aviació
Després de passar quatre mesos a Mèxic involucrada amb els revolucionaris i disfressada com un home, va conèixer i fer amistat amb Roger Chute, que va ser qui li va posar el sobrenom de "Pancho" que ella adoptaria. L'any 1928, mentre portava el seu cosí Dean Banks a les lliçons de vol, va decidir que aprendria a volar, i va convèncer aquell mateix dia a l'instructor de vol del seu cosí, Ben Caitlin, un veterà de Primera Guerra Mundial, de la fermesa de la seva intenció. Va fer el seu primer vol en solitari després de tan sols sis hores d'instrucció formal.
Al primer Derby de vol femení del 1929 va patir un accident però a l'any següent va poder tornar a competir, a bord d'un Travel Air Tipus R Mystery Ship, amb el patrocini de Union Oil i va guanyar la cursa – trencant el rècord mundial femení de velocitat que era en mans d'Amelia Earhart amb una velocitat de 315 km/h.
Després que el seu contracte amb Union Oil acabés, Barnes es va traslladar a Hollywood per treballar com a pilot per pel·lícules. El 1931, va crear la Associated Motion Pictures Pilots (AMPP), una associació professional de pilots de cinema que promovia la seguretat en el vol i la estandardització de la paga per tots els pilots de la indústria del cinema. Va volar en diverses pel·lícules d'aventures dels anys 30, incloent Hells's Àngels (1930) de Howard Hughes.
Barnes, qui tenia molts contactes a Hollywood, va ajudar al seu amic George Hurrell (1904–1992), que en aquell moment estava malvivint fent de pintor i fotògraf a Laguna Beach, a començar la seva carrera a Hollywood. Gràcies a la seva ajuda, Hurrell es va convertir en el fotògraf més sol·licitat de Hollywood per, posteriorment, esdevenir el llegendari cap del departament de retrats dels Estudis MGM.
El 1934, Barnes va fundar la Women's Air Reserve, una associació de aviadores creada per volar en auxili de les víctimes de catàstrofes naturals.
Barnes va perdre la majoria dels seus diners durant la Gran depressió i pels voltants de 1935 només li quedava el seu apartament a Hollywood que va vendre el març d'aquell any, juntament amb el seu avió Mystery Ship, per comprar 73 hA de terra a Muroc, al desert de Mojave on va construir el The Happy Bottom Riding Club i el restaurant Rancho Oro Verde Fly-Inn Dude Ranch, simplificant, el Bar de la Esquadrilla. En aquest restaurant servia menjars als pilots de la veïna base aèria militar i va fer amistat amb molts pilots, com Chuck Yeager, Scott A. Crossfield, Pete Everest, Bob Hoover, Jack Ridley,el General Jimmy Doolittle, i Buzz Aldrin.
Quan el govern dels Estats Units va accelerar el programa militar i demandava més pilots, Pancho va crear el Civilian Pilot Training, que la permetia formar pilots a les seves instil·lacions. Però el 1952, el seu amic el general Al Boyd, va marxar de la base veïna i va ser substituït pel general Stan Stoner, qui va promoure una ampliació de la base en detriment de la propietat de Pancho. Aquesta va rebutjar els diners que li van oferir per les seves instal·lacions per considerar-los insuficients, arribant a portar als tribunals a les Forces Aèries dels Estats Units. Misteriosament, el 13 de novembre de 1953, poc abans que el tribunal dictés sentència, el bar i tots els voltants van quedar calcinats per un incendi. Finalment la justícia va dictaminar que la raó la tenia Barnes i li va concedir una disculpa oficial i quatre vegades els diners que li havien ofert en primera instància, el que la va permetre retirar-se còmodament a Cantil, California.

## Mort
Barnes va patir un càncer de pit que probablement va ser la causa definitiva de la seva mort. El seu fill Bill va aconseguir un permís especial de les Forces Aèries dels Estats Units per escampar les seves cendres al lloc on havia estat el club d'equitació i que en aquell moment ja formava part de l'aeròdrom militar.
El seu fill Bill Barnes va morir pilotant un North-American P-51 Mustang volant sobre FoxField, Lancaster l'octubre de 1980. L'any 1940, va fundar la Barnes Aviation de Lancaster que encara està en funcionament.
La seva vida i personalitat van ser retratades a la pel·lícula de 1983 Escollits per a la glória adaptada de la novel·la de Tom Wolfe del mateix nom a la que Kim Stanley va fer el paper de Pancho Barnes. També va ser la inspiració d'una pel·lícula de televisió escrita per John Michael Hayes i dirigida per Richard Heffron titulada Pancho Barnes, i a la que Valerie Bertinelli va fer el seu paper.
El Mystery Ship de Pancho va estar durant molt de temps a un hangar a l'aeroport de Mojave fins que va ser venut a un col·leccionista privat, i actualment està al Regne Unit, on ha estat restaurat.